# Los Panzers (barra brava)
Los Panzers es el nombre que recibe la barra brava del Club de Deportes Santiago Wanderers. Con sede en Valparaíso, es considerada una de las barras más fieles en Chile.[¿según quién?] Si bien estos han estado involucrados en varios actos de violencia, también han realizado actividades en el ámbito social como apoyar la conformación de la rama de balonmano del club.[cita requerida]
A los aficionados del club se les denomina "wanderinos", "caturros" o "porteños" y provienen principalmente de Valparaíso y ciudades aledañas como Quilpué, Villa Alemana, Viña del Mar, Limache o Quintero.[cita requerida]

## Historia
Su nombre hace referencia en honor al plantel campeón de 1968 que recibió dicho apodo.[cita requerida]
Si bien en décadas anteriores el club contó con un grupo de aficionados organizados de carácter oficial, la actual barra brava de Santiago Wanderers fue fundada en 1994 por iniciativa de un panelista del programa radial "Frecuencia Verde". Estuvieron conformados por estudiantes universitarios, principalmente de la Pontificia Universidad Católica de Valparaíso, para posteriormente incluir integrantes de todos los ámbitos sociales.

### Hechos de violencia

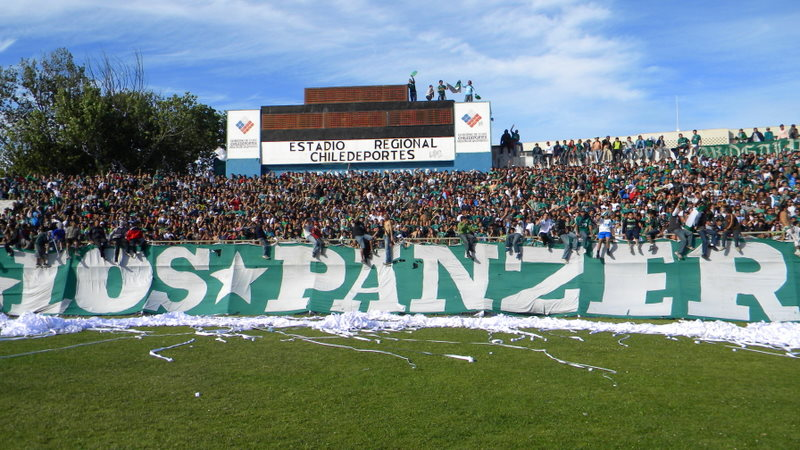
Barra Los Panzers en el Estadio Elías Figueroa Brander

En diciembre de 2015, el último partido del campeonato, a disputarse entre Colo-Colo y Santiago Wanderers en el Estadio Elías Figueroa Brander, fue suspedido debido a enfrentamientos entre los barristas de ambos equipos, quienes habían ingresado al campo de juego, y que dejaron como consecuencia varios heridos, robos, destrozos y ataques a la prensa.
En octubre de 2018, durante un partido entre Santiago Wanderers y Cobresal, en la galería norte del mismo estadio se dio una pelea con cuchillos y estoques protagonizada por barristas de Los Panzers, lo que requirió la intervención de las fuerzas de seguridad.
En 2020 ocurrió un enfrentamiento entre los hinchas de Santiago Wanderers y Universidad Católica. El intento de robo de lienzos de parte de un grupo de la barra local habría desatado el conflicto.

## Rivalidades
Su principal rivalidad es con la barra Los del Cerro del club Everton de Viña del Mar, con el que se disputa el Clásico Porteño. También ha tenido problemas con la Garra Blanca, barra de Colo-Colo, Los Cruzados de la Universidad Católica y la Trinchera Celeste de O'Higgins.[cita requerida]